# Birni N'Konni
Birni N'Konni este o comună urbană din departamentul Birni N'Konni, regiunea Tahoua, Niger, cu o populație de 103.249 de locuitori (2001). Situată pe râul Kori, la granița statului cu Nigeria, este un târg și nod de transporturi.